# Институт марксизма-ленинизма (Москва)
Институ́т маркси́зма-ленини́зма (ИМЛ; Институт Маркса — Энгельса — Ленина (ИМЭЛ)) — центральное партийное научно-исследовательское учреждение при Центральном Комитете Коммунистической партии Советского Союза, существовавшее в 1921—1991 годах.

## История

### Институт К. Маркса и Ф. Энгельса
В апреле—мае 1918 года были разработаны планы организации нового учебного заведения — Социалистической академии, в рамках которой Д. Б. Рязанов создал кабинет марксизма, на базе которого по решению Пленума ЦК РКП(б) от 8 декабря 1920 года был создан Музей марксизма, преобразованный в начале следующего года по предложению Рязанова (11 января 1921 года Оргбюро ЦК РКП(б) приняло постановление о создании Института К. Маркса и Ф. Энгельса) в научно-исследовательский Институт Маркса и Энгельса, который существовал сначала как автономное учреждение при Социалистической академии, а с 1 июня 1922 года стал самостоятельным учреждением при ВЦИК РСФСР (с апреля 1924 года — при ЦИК СССР), размещался в Малом Знаменском переулке, дом № 5.
Директором ИМЭ в 1921—1931 годах был Д. Б. Рязанов. В первые годы штат Института состоял из 14 человек, и только в 1925 году его увеличили до 17 сотрудников. В 1927 году Комиссия ЦК категорически запретила Институту не только заниматься разработкой марксизма, но и вообще касаться теории.
«В 1929 г. Рязанов обнаружил серьёзное упущение в ситуации с распределением книжных потоков: 

Институту стало известно, что через органы Госторга РСФСР, в том числе Межкнигу продаются и вывозятся за границу столь нужные Институту материалы. Всё это делается без всякого согласования с Институтом. Антиквариаты Берлина, Парижа, Лондона и других центров Западной Европы усиленно скупают все вывозимые предметы с тем, чтобы предложить Институту приобрести их по весьма высокой расценке.
Рязанов добился права предварительного просмотра и отбора литературы для Института из коллекций, предназначенных для вывоза из страны».

### Институт Ленина
31 марта 1923 года пленум МК РКП(б) принял решение о создании Института Ленина. 8 июля было опубликовано обращение ЦК РКП(б) с сообщением об учреждении Института Ленина в Москве. 28 сентября 1923 года Институт перешёл в ведение ЦК РКП(б) на правах отдела. 31 мая 1924 года XIII съезд РКП(б) объявил об открытии института. 20 августа 1928 года постановлением ЦК ВКП(б) к Институту Ленина был присоединён Истпарт. (C 1927 года заведующим Истпартом был М. А. Савельев, который после слияния Истпарта и Института Ленина в 1928—1930 годах возглавлял последний).
С 1923 по январь 1927 года рукописи В. И. Ленина хранились в одной из комнат Института, который размещался в те годы в доме № 24 по улице Большая Дмитровка (позднее — Пушкинская улица); этот особняк был построен в середине XIX века. Кроме архива, в сравнительно небольшом здании была размещена библиотека, в комнатах первого этажа был открыт Музей Ленина.
21 января 1927 года состоялось официальное открытие нового здания Института Ленина. Главный фасад четырёхэтажного здания строго кубической формы выходил на Советскую площадь. Со стороны Пушкинской улицы (сейчас — улица Большая Дмитровка) к зданию примыкала четырнадцатиярусная башня с вертикальными узкими линиями окон: долгие годы там находилось книгохранилище библиотеки Института, позже она была переоборудована под хранилище документальных материалов. Наружные стены здания построены из огнеупорного кирпича с междуэтажными ребристыми железобетонными перекрытиями по железобетонным колоннам. Снаружи здание отделано цементной штукатуркой с лабрадором. Для рукописей Ленина было построено специальное хранилище.
Самый ранний документ Ленина, из хранимых в Институте, относился к марту 1881 года — это расписка Володи Ульянова в списке учеников второго класса Симбирской гимназии; самый последний документ — за август 1923 г., это отдельные слова, написанные Лениным левой рукой во время занятий с Н. К. Крупской по восстановлению речи и письма.

### Институт марксизма-ленинизма
3 ноября 1931 года решением Президиума ЦИК СССР Институт Ленина был объединён с Институтом К. Маркса и Ф. Энгельса, создан Институт Маркса — Энгельса — Ленина при ЦК ВКП(б) (ИМЭЛ). В том же году провели чистку аппарата — из 200 сотрудников остались только 109. В 1930—1940-е годы при институте существовало «Историко-литературное объединение старых большевиков».
В годы Великой Отечественной войны Институт был эвакуирован в Уфу.
В 1960 году Институт получил комплекс зданий на улице Вильгельма Пика (дом № 4), где и располагался до 1991 года, после чего здания были переданы РГСУ.
Институт неоднократно переименовывался, получал следующие названия:
- в 1952—1953 годах — Институт Маркса — Энгельса — Ленина при ЦК КПСС;
- в 1953—1956 годах — Институт Маркса — Энгельса — Ленина — Сталина (ИМЭЛС) при ЦК КПСС;
- в 1956—1991 годах — Институт марксизма-ленинизма (ИМЛ) при ЦК КПСС;
- с июня 1991 года — Институт теории и истории социализма (ИТИС) ЦК КПСС.

### Судьба института после Перестройки
В ноябре 1991 года Институт прекратил своё существование. На его основе был создан Российский независимый институт социальных и национальных проблем (РНИСиНП), который в 2001 году был преобразован в Институт комплексных социальных исследований РАН, а в 2005 году — присоединён к Институту социологии в качестве Центра комплексных социальных исследований.
Библиотека Института на основании Распоряжения Правительства Российской Федерации от 15 июля 1992 года начала самостоятельную работу под названием «Государственная общественно-политическая библиотека» (ГОПБ). Она была передана в ведение Министерства культуры РФ, получив статус федеральной библиотеки. С 1 апреля 2014 года, согласно приказу Министерства культуры Российской Федерации, ГОПБ была реорганизована в Центр социально-политической истории — филиал Государственной публичной исторической библиотеки России.
На базе прекратившего свою деятельность Центрального партийного архива Института марксизма-ленинизма при ЦК КПСС (ЦПА) появился Российский центр хранения и изучения документов новейшей истории (РЦХИДНИ). В 1999 году РЦХИДНИ был преобразован в Российский государственный архив социально-политической истории (РГАСПИ) путём слияния с Центром хранения документов молодёжных организаций (ЦХДМО).

## Основные направления деятельности
Задачей института являлись:
- сбор и хранение документов К. Маркса, Ф. Энгельса, В. И. Ленина, материалов об их жизни и деятельности;
- подготовка к изданию их трудов и биографий;
- сбор и хранение документов о деятелях партии;
- сбор и издание материалов и документов по истории КПСС;
- подготовка изданию монографий и сборников по марксистско-ленинской теории, по истории КПСС, партстроительству, научному коммунизму, истории международного коммунистического движения.

С 1957 года институт отвечал за издание журнала «Вопросы истории КПСС».

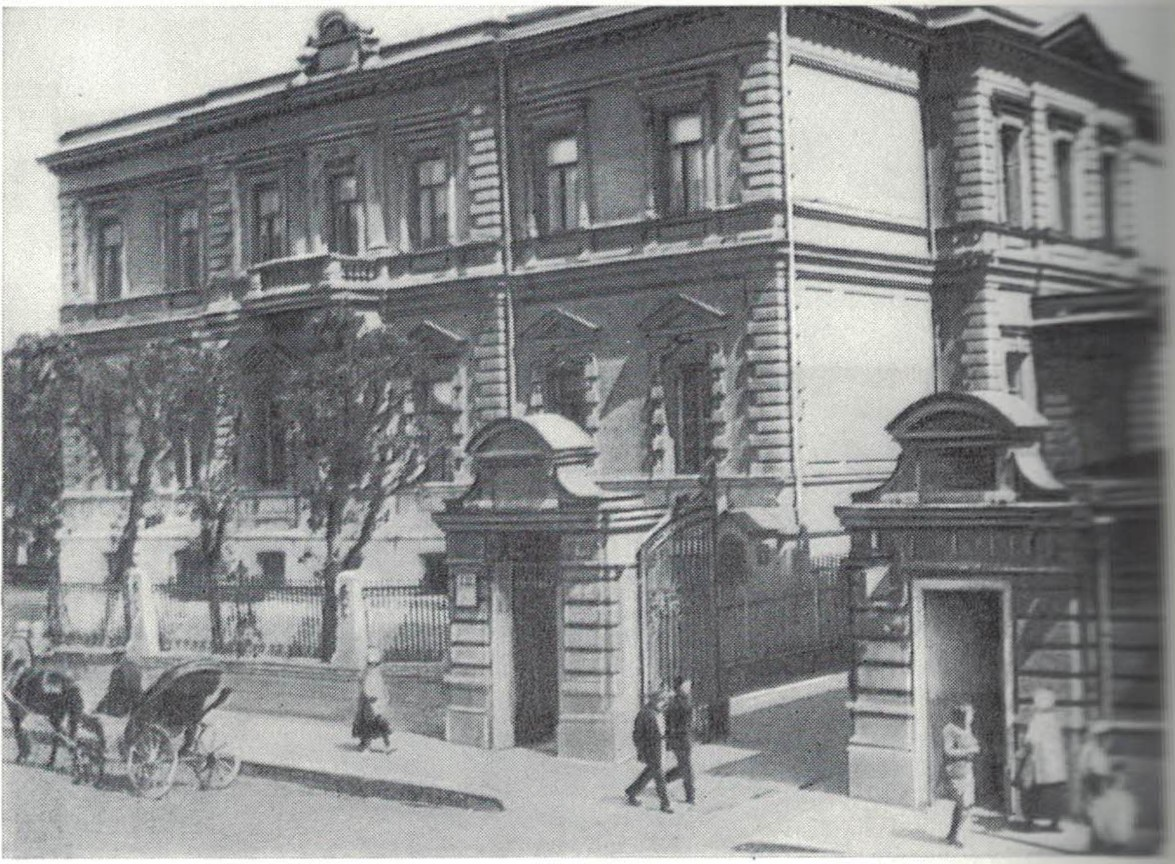
Первое здание Института В. И. Ленина на Пушкинской улице (сейчас — улица Большая Дмитровка), в котором с 1923 по 1926 г. находились рукописи Ленина
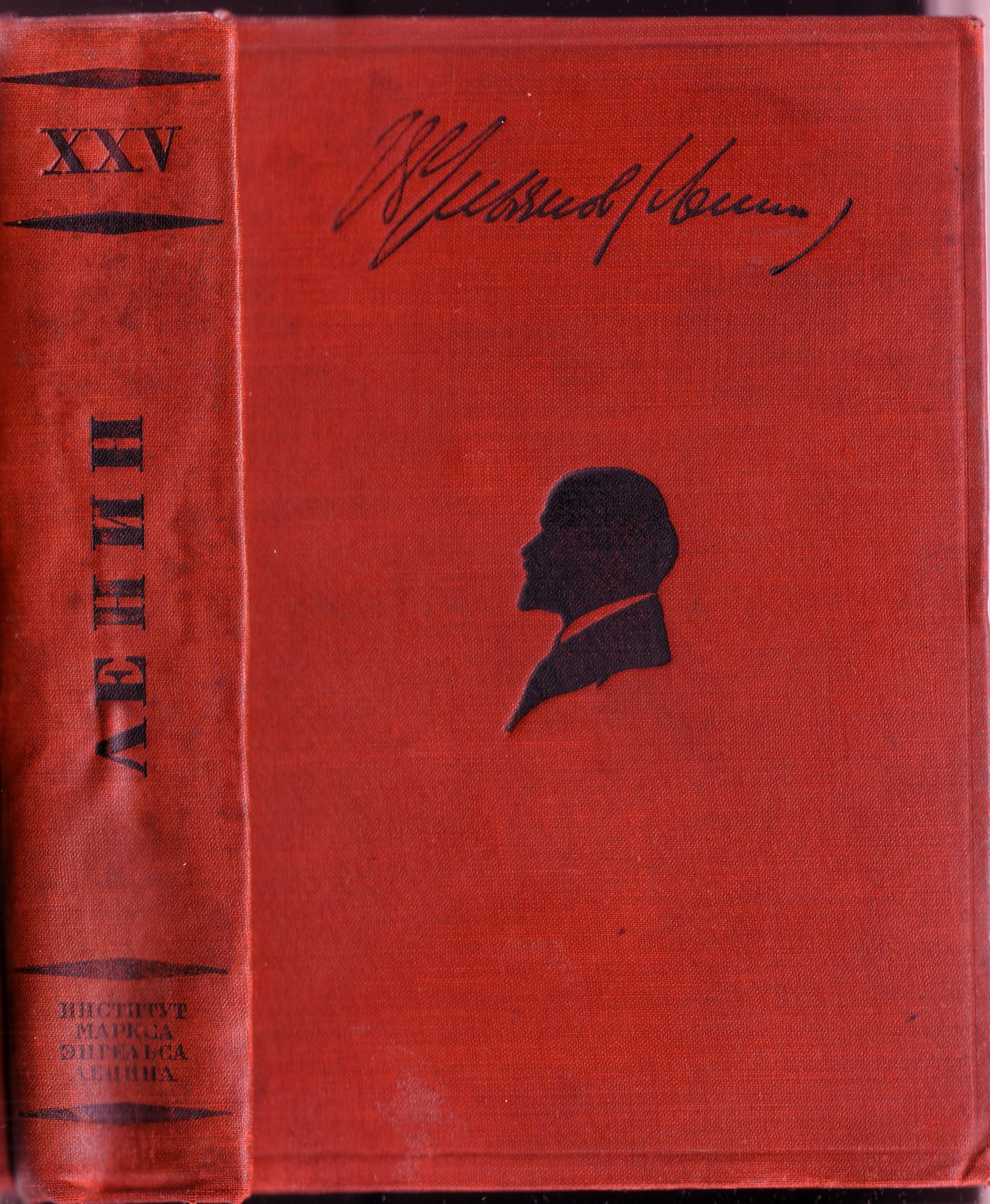
Обложка подготовленного институтом ПСС В. И. Ленина, (1935) с его силуэтом и автографом
Форзац ПСС В. И. Ленина, (1935): Мавзолей
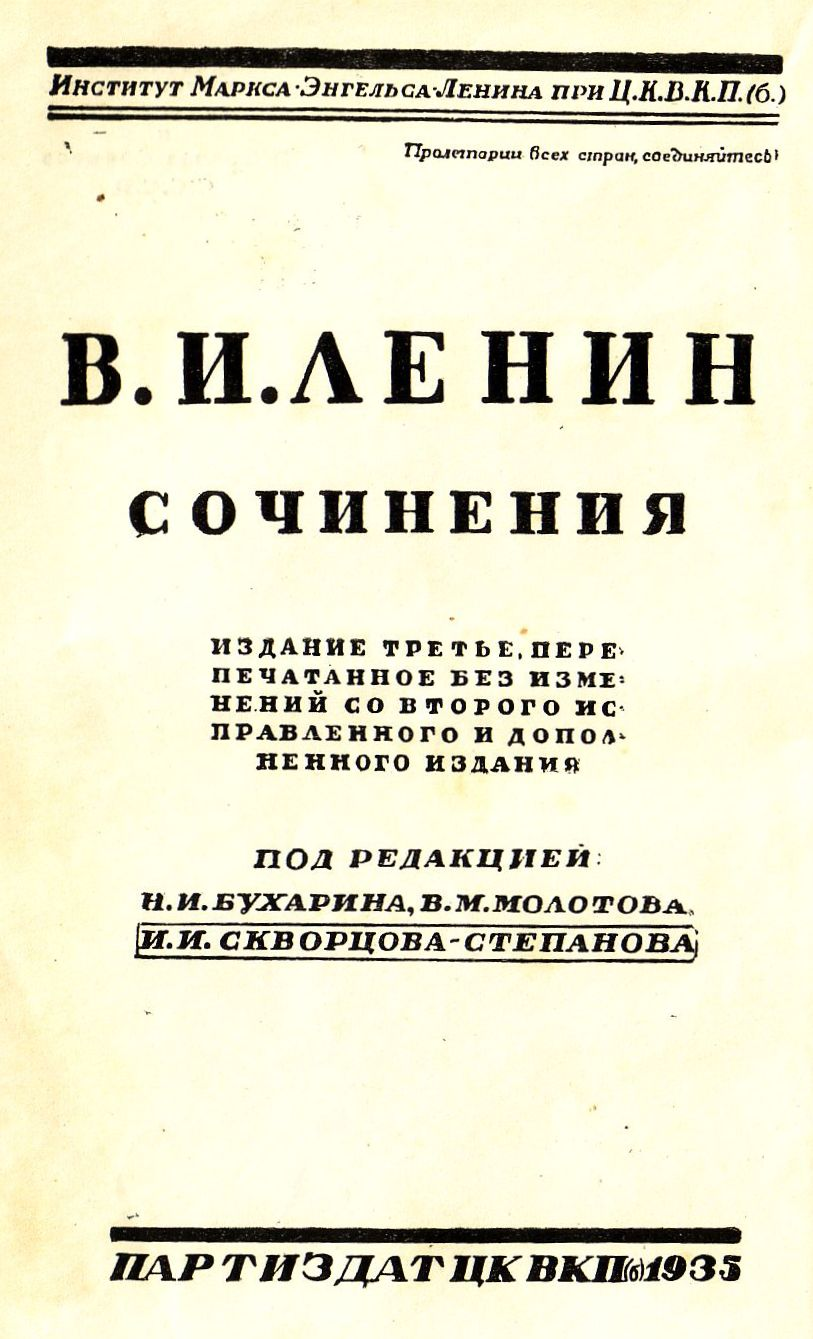
Титульный лист ПСС В. И. Ленина, (1935): Институт Маркса — Энгельса — Ленина

## Структура
В разное время в институте имелись отделы:
- произведений К. Маркса и Ф. Энгельса, В. И. Ленина;
- истории КПСС;
- партстроительства;
- научного коммунизма;
- истории международного коммунистического движения;
- филиалов и координации научно-исследовательской работы;
- Центральный партийный архив (ЦПА ИМЛ);
- библиотека;
- Музей К. Маркса и Ф. Энгельса (с 1962).

В 1933—1941 годах органом института являлся журнал «Пролетарская революция».

## Руководители
Во главе дирекции Института стояли:
- академик Д. Б. Рязанов (1921—1931)
- академик В. В. Адоратский (1931—1939)
  - заместители А. М. Деборин (1924—1931), В. Г. Сорин (1928—1937), И. Д. Орахелашвили (1932—1937), М. А. Савельев (1936—1939)
- академик М. Б. Митин (1939—1944)
  - заместитель А.Д.Макаров (1939—1944)
- член-корреспондент АН СССР В. С. Кружков (1944—1949)
- академик П. Н. Поспелов (1949—1952, 1961—1967)
- доктор исторических наук Г. Д. Обичкин (1952—1961)
- академик П. Н. Федосеев (1967—1973)
- академик А. Г. Егоров (1974—1987)
- академик Г. Л. Смирнов (1987—1991)
  - заместитель М. П. Мчедлов
- академик М. К. Горшков (1991, и. о.)